# Вербове (Берегівський район)
Вербо́ве — село у Вилоцькій селищній громаді Берегівського району Закарпатської області України.

У Виноградівському районі згідно з офіційними документами числиться село Вербове.
Хоч жителі району й не здогадуються про його існування. На тому місці, де нібито існує Вербове, побував дослідник історії краю Іван Біланчук. Насправді там знаходиться невеличка вуличка (півтора десятка хат) із самоназвою «Чонкашська», оскільки неподалік є хутір Чонкаш. Мешканці вважають себе жителями села Руська Долина, а про Вербове принаймні місцеві співбесідники Івана Біланчука й не чули. Тим часом Вербове зареєстроване і на офіційному сайті Верховної ради України та книзі Сергія Федаки «Населені пункти і райони Закарпаття: Історично-географічний довідник». Офіційно село належить до Матіївської сільської ради.
Іван Біланчук намагався з'ясувати в місцевому уряді, коли появилися документи про село, проте Матіївський голова відмовився на цю тему навіть говорити.
Вулиця, яка складається із двох десятків осель, не має жодних ознак окремого села, тоді як на Виноградівщині є й Малі Комяти, і Завадка і Лемаковиця і Дубовинка, у десятки разів більші за кількістю населення, мають свої церкви, магазини і т. ін., але статусу окремого села не здобули.
Для неіснуючого Вербового обласна рада навіть знайшла місце в майбутній реформованій адмінодиниці — його подано в переліку населених пунктів Виноградівської територіальної громади.

## Населення
Згідно з переписом УРСР 1989 року чисельність наявного населення села становила 22 особи, з яких 11 чоловіків та 11 жінок.
За переписом населення України 2001 року в селі мешкали 22 особи. 100 % населення вказало своєю рідною мовою українську мову.